# Douglas DC-7
O Douglas DC-7 é um avião quadrimotor a pistão, fabricado na década de 1950 pela companhia norte-americana Douglas.

## Histórico
Trata-se do último grande avião quadrimotor a pistão fabricado pela Douglas, como também um dos primeiros a cruzar o Atlântico Norte sem escalas.
O modelo surgiu quando a American Airlines solicitou junto ao fabricante um avião com maior capacidade e autonomia que o DC-6, porém, o primeiro modelo foi entregue à Pan American. Trata-se de uma evolução do Douglas DC-4 e Douglas DC-6. 
Com 338 unidades fabricadas, o DC-7 foi um desbravador, pela sua capacidade de cruzar oceanos.

## Fim do projeto

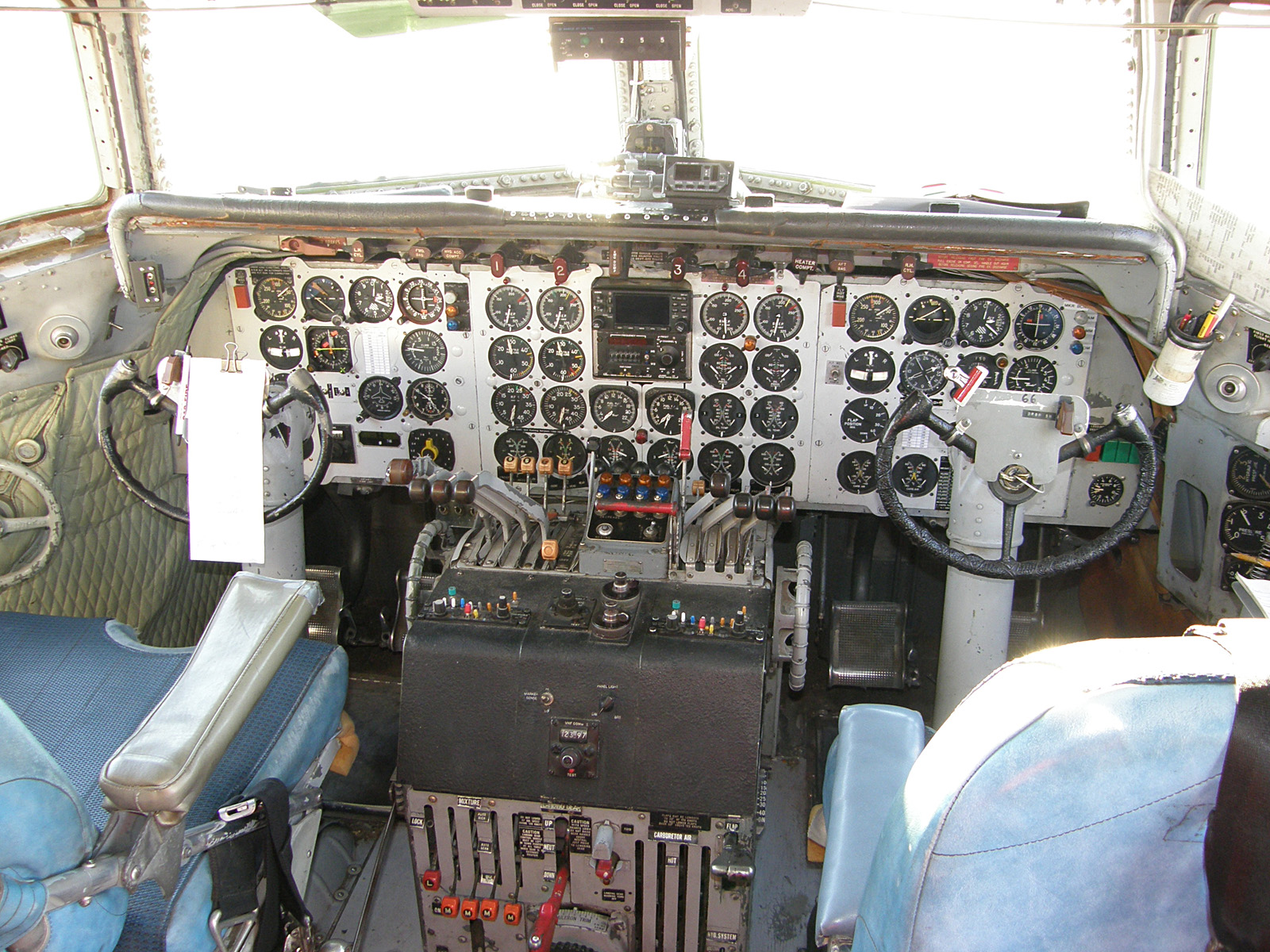
Cockpit do DC-7

O advento dos aviões turboélice e jato reduziu a procura por modelos a pistão, o que fez a fabricante abandonar o projeto e apresentar seu sucessor, o DC-8, com as novas tecnologias. Ainda existem algumas unidades voando como cargueiros e combate a incêndio. 

## Uso no Brasil
Entre 1957 e 1965, o tipo foi operado pela Panair do Brasil, num total de 6 unidades.